# 詫摩和文
詫摩 和文（たくま かずふみ、1950年4月11日 - ）は、鹿児島県出身の元プロ野球選手（外野手）。

## 来歴・人物
鹿児島照国高等学校では右翼手・主将として活躍。1967年秋季九州大会県予選では1試合3本塁打も記録し、決勝に進むがエース前保洋を擁する鹿児島玉龍高に敗れる。翌1968年春季九州大会でも準決勝に進むが、大田卓司のいた津久見高に敗退。夏も県予選で敗れ甲子園には届かなかったが、超高校級の強打者として「九州三羽烏」（大田、大島康徳と共に）「中西二世」と呼ばれ注目を集める。
1968年のプロ野球ドラフト会議で、サンケイアトムズから3位で指名され入団。期待されたが、一軍の試合には出場することなく1973年に引退した。

## 詳細情報

### 年度別打撃成績
- 一軍公式戦出場無し

### 背番号
- 40 （1969年 - 1970年途中）
- 76 （1970年途中 - 同年終了）
- 51 （1971年 - 1973年）